# Betsy King
Betsy King (Reading, 13 augustus 1955) is een Amerikaanse golfprofessional. Ze debuteerde in 1976 op de LPGA Tour, waarop ze 34 golftoernooien won, waarvan zes majors. King debuteerde in 2006 op de Legends Tour.

## Loopbaan
King groeide op in Reading, Pennsylvania en studeerde af op de Exeter Township High School in 1973. Vervolgens studeerde en speelde ze collegegolf op de Furman University. In 1976 nam ze als amateur deel aan het US Women's Open en maakt zo haar debuut op de LPGA Tour. In 1977 golfte ze voltijds op de LPGA Tour.In 1984 behaalde ze haar eerste LPGA-zege door het Women's Kemper Open. In 1987 behaalde ze haar eerste major door de Nabisco Dinah Shore te winnen en won later nog vijf majors. Op 1 juli 2001 behaalde ze haar 34ste en laatste zege op de LPGA Tour door de ShopRite LPGA Classic te winnen.
Naast haar zeges op de LPGA Tour, won ze op de LPGA of Japan Tour de Itsuki-Ajinomoto Charity Classic, in 1981, en op de Ladies European Tour het Ladies British Open, in 1985. Ze was ook meermaals geslecteerd voor het Amerikaanse golteam op de Solheim Cup in 1990, 1992, 1994, 1996 en 1998.
In 1995 werd ze samen met enkele golfers opgenomen op de World Golf Hall of Fame.
In 2006 debuteerde King op de Legends Tour waar ze in 2013 haar eerste zege behaalde door de Fry's Desert Golf Classic te winnen. Ze won samen met de Amerikaanse Jane Crafter de titel. Daarnaast was ze ook lid van het Amerikaanse golfteam op de Handa Cup in 2012 en 2013.

## Erelijst

### Professional
LPGA Tour
| Nr. | Datum             | Toernooi                            | Score           | Score | Info                                                         |
| --- | ----------------- | ----------------------------------- | --------------- | ----- | ------------------------------------------------------------ |
| 1   | 25 maart 1984     | Women's Kemper Open                 | 71-72-73-73=289 | –9    |                                                              |
| 2   | 29 april 1984     | Freedom/Orlando Classic             | 69-67-66=202    | –14   |                                                              |
| 3   | 26 augustus 1984  | Columbia Savings Classic            | 72-70-67-72=281 | –7    |                                                              |
| 4   | 3 maart 1985      | Samaritan Turquoise Classic         | 69-68-72-71=280 | –8    | Won de play-off van Patty Sheehan                            |
| 5   | 2 september 1985  | Rail Charity Classic                | 65-73-67=205    | –11   |                                                              |
| 6   | 10 augustus 1986  | Henredon Classic                    | 70-67-70-70=277 | –11   | Won de play-off van JoAnne Carner                            |
| 7   | 1 september 1986  | Rail Charity Classic                | 70-72-63=205    | –11   | Won de play-off van Cathy Gerring en Alice Ritzman           |
| 8   | 22 maart 1987     | Circle K Tucson Open                | 70-71-72-68=281 | –7    |                                                              |
| 9   | 5 april 1987      | Nabisco Dinah Shore                 | 68-75-72-68=283 | –5    | Won de play-off van Patty Sheehan                            |
| 10  | 7 juni 1987       | McDonald's Championship             | 72-68-71-67=278 | –6    |                                                              |
| 11  | 23 augustus 1987  | Atlantic City LPGA Classic          | 70-71-66=207    | –6    |                                                              |
| 12  | 6 maart 1988      | Women's Kemper Open                 | 73-72-66-69=280 | –8    |                                                              |
| 13  | 5 september 1988  | Rail Charity Golf Classic           | 68-68-71=207    | –9    |                                                              |
| 14  | 11 september 1988 | Cellular One-Ping Golf Championship | 71-70-72=213    | –3    |                                                              |
| 15  | 15 januari 1989   | The Jamaica Classic                 | 64-68-70=202    | –11   |                                                              |
| 16  | 26 februari 1989  | Women's Kemper Open                 | 63-72-67=202    | –14   |                                                              |
| 17  | 23 april 1989     | USX Golf Classic                    | 67-70-72-66=275 | –13   | Won de play-off van Lynn Adams                               |
| 18  | 25 juni 1989      | McDonald's Championship             | 69-65-71-67=272 | –16   |                                                              |
| 19  | 16 juli 1989      | US Women's Open                     | 67-71-72-68=278 | –6    |                                                              |
| 20  | 27 augustus 1989  | Nestle World Championship           | 66-71-70-68=275 | –13   |                                                              |
| 21  | 1 april 1990      | Nabisco Dinah Shore                 | 69-70-69-75=283 | –5    |                                                              |
| 22  | 15 juli 1990      | US Women's Open                     | 72-71-71-70=284 | –4    |                                                              |
| 23  | 19 augustus 1990  | JAL Big Apple Classic               | 75-67-63-68=273 | –15   |                                                              |
| 24  | 26 mei 1991       | LPGA Corning Classic                | 69-73-65-66=273 | –15   |                                                              |
| 25  | 21 juli 1991      | JAL Big Apple Classic               | 73-66-67-73=279 | –9    |                                                              |
| 26  | 17 mei 1992       | Mazda LPGA Championship             | 68-66-67-66=267 | –17   |                                                              |
| 27  | 12 juli 1992      | The Phar-Mor in Youngstown          | 71-67-71=209    | –7    | Won de play-off van Donna Andrews, Beth Daniel en Meg Mallon |
| 28  | 8 november 1992   | Mazda Japan Classic                 | 66-72-67=205    | –11   | Won de play-off van Helen Alfredsson                         |
| 29  | 7 november 1993   | Toray Japan Queens Cup              | 68-70-67=205    | –11   |                                                              |
| 30  | 25 juni 1995      | ShopRite LPGA Classic               | 66-71-67=204    | –9    |                                                              |
| 31  | 30 maart 1997     | Nabisco Dinah Shore                 | 71-67-67-71=276 | –12   |                                                              |
| 32  | 19 februari 2000  | Cup Noodles Hawaiian Ladies Open    | 67-67-70=204    | –12   |                                                              |
| 33  | 28 mei 2000       | LPGA Corning Classic                | 69-68-69-70=276 | –12   | Won de play-off van Vicki Goetze-Ackerman en Kelli Kuehne    |
| 34  | 1 juli 2001       | ShopRite LPGA Classic               | 65-69-67=201    | –12   |                                                              |

| Majors |

Ladies European Tour
- 1985: Ladies British Open

LPGA of Japan Tour
- 1981: Itsuki-Ajinomoto Charity Classic

Legends Tour
- 2013: Fry's Desert Golf Classic (met Jane Crafter)

Overige
- 1990: Itoman LPGA World Match Play Championship
- 1993: JCPenney/LPGA Skins Game

## Teamcompetities
Professional
- Solheim Cup ( USA): 1990 (winnaars), 1992, 1994 (winnaars), 1996 (winnaars), 1998 (winnaars)
- Handa Cup ( USA): 2012 (gelijkspel), 2013